# HD 118285
HD 118285，又名CP-75 882，SAO 257069、HR 5115，是一颗恒星，视星等为6.34，位于銀經305.94，銀緯-13.09，其B1900.0坐标为赤經13h 30m 38.2s，赤緯-75° -13.09′ 25″。